# Federico Luppi
Pour les articles homonymes, voir Luppi.
Federico José Luppi Malacalza est un acteur argentin, né à Buenos Aires (Argentine) le 23 février 1936 et mort dans la même ville le 20 octobre 2017.

## Biographie
Remarqué en 1967 pour son rôle d'Aniceto dans Este es el romance del Aniceto y la Francisca... de Leonardo Favio, il a notamment joué dans trois films de Héctor Olivera (La Patagonia rebelde, Une sale petite guerre...) et sept d'Adolfo Aristarain (Un lieu dans le monde, Martín (Hache)...). En Espagne, il est fameux pour son interprétation d'Eduardo dans Personne ne parlera de nous quand nous serons mortes d'Agustín Díaz Yanes, ses trois rôles pour Guillermo del Toro et son rôle de Federico au côté de Victoria Abril et Gilbert Melki dans Piégés (Incautos) de Miguel Bardem, comédie policière divertissante à la légèreté rafraîchissante. Il a reçu de nombreux prix prestigieux, notamment en Argentine et en Espagne.

## Filmographie
(septembre 2024).

### Acteur

#### Cinéma
- 1965 : Pajarito Gómez
- 1965 : Psique y sexo
- 1966 : Todo sol es amargo
- 1967 : El ABC del amor : Toto (segment "Noche terrible")
- 1967 : Este es el romance del Aniceto y la Francisca... de Leonardo Favio : Aniceto
- 1968 : El derecho a la felicidad
- 1968 : Las ruteras : Camionero
- 1969 : El proyecto
- 1970 : Los herederos : Carlos
- 1970 : Mosaico
- 1970 : Pasión dominguera
- 1971 : Crónica de una señora
- 1971 : Paula contra la mitad más uno
- 1973 : La revolución
- 1973 : Las venganzas de Beto Sánchez : Juanjo
- 1974 : La flor de la mafia
- 1974 : La Patagonia rebelde d'Héctor Olivera : Jose Font, 'Facon Grande'
- 1975 : Triángulo de cuatro
- 1975 : Una mujer
- 1975 : Yo maté a Facundo : Santos Pérez
- 1976 : Juan que reía : Sr. Baiocco
- 1981 : Le Temps de la revanche d'Adolfo Aristarain : Pedro Bengoa
- 1982 : Plata dulce : Carlos Bonifatti
- 1982 : Últimos días de la víctima : Raúl Mendizábal
- 1983 : El arreglo : Luis
- 1983 : Une sale petite guerre d'Héctor Olivera : Ignacio Fuentes
- 1984 : Pasajeros de una pesadilla : Bernardo Fogelman
- 1985 : Cocaine Wars : Gonzalo Reyes
- 1985 : Luna caliente : Braulio Tennembaum
- 1985 : The Old Music : Martín Lobo
- 1986 : Bad Company
- 1986 : Les Longs Manteaux de Gilles Béhat : Garcia
- 1986 : Los líos de Susana
- 1986 : Sobredosis
- 1986 : Sostenido en La menor
- 1987 : El año del conejo : Pepé Tinelli
- 1987 : The Stranger : Manager
- 1988 : La amiga de Jeanine Meerapfel : Pancho
- 1989 : Después del último tren
- 1990 : Cien veces no debo : Millán
- 1990 : Flop : Grimlat
- 1990 : Guerriers et Captives d'Edgardo Cozarinsky
- 1991 : The Tombs : Espiga
- 1992 : Un lieu dans le monde d'Adolfo Aristarain : Mario
- 1992 : Mi querido Tom Mix : Domingo
- 1993 : Killing Grandpa : Don Mariano Aguero
- 1993 : Cronos de Guillermo del Toro : Jesus Gris
- 1995 : La ley de la frontera : El Argentino
- 1995 : Personne ne parlera de nous quand nous serons mortes d'Agustín Díaz Yanes : Eduardo
- 1995 : Sin opción
- 1995 : Caballos salvajes (es) : Eusebio
- 1996 : Autumn Sun : Raul Ferraro
- 1996 : Éxtasis : Daniel
- 1997 : Bajo bandera : Coronel Hellman
- 1997 : Martín (Hache) d'Adolfo Aristarain : Martín
- 1997 : Men with Guns de John Sayles : Dr. Fuentes
- 1998 : Frontera Sur : Ciriaco Maidana
- 1999 : Lisboa : José Luis
- 1999 : Wiped-Out Footprints : Manuel Perea
- 1999 : Las huellas perdidas de Enrique Gabriel
- 2000 : Divertimento : Daniel Osantos
- 2001 : L'Échine du Diable de Guillermo del Toro : Dr. Casares
- 2001 : Los pasos perdidos : Bruno Leardi
- 2001 : Rosarigasinos : Tito
- 2002 : Common Ground (Lugares comunes) d'Adolfo Aristarain : Fernando Robles
- 2002 : Lugares comunes d'Adolfo Aristarain : Consul[pas clair]
- 2002 : La balsa de piedra : Pedro
- 2002 : Loco 33 : Pepe
- 2004 : Mon ami Machuca : Roberto Ochagavía
- 2004 : Piégés de Miguel Bardem : Federico
- 2005 : El buen destino
- 2005 : El viento : Frank Osorio
- 2005 : Elsa et Fred : Pablo
- 2005 : Pasos : Amigo de José
- 2006 : Cara de queso 'mi primer ghetto' : Sr. Guerchuni
- 2006 : La distancia d'Iñaki Dorronsoro : Entrenador
- 2006 : Le Labyrinthe de Pan de Guillermo del Toro : Rey
- 2007 : El último justo : El Hombre del Puzzle
- 2007 : La Cellule de Fermat de Luis Piedrahita et Rodrigo Sopeña : Fermat
- 2007 : La luna en botella : Rubén Cumplido
- 2008 : Que parezca un accidente : Arturo
- 2009 : A Matter of Principles : Adalberto Castilla
- 2010 : Phase 7 : Zanutto
- 2010 : Sin retorno de Miguel Cohan : Víctor Marchetti
- 2012 :  Acorralados : Antonio Funes
- 2012 : Cuatro de copas
- 2012 : La corporación : Dalmaso
- 2012 : Pasos de Federico Luppi
- 2013 : Inevitable
- 2015 : El gurí : Felipe
- 2015 : Magallanes : Coronel
- 2016 : Au bout du tunnel de Rodrigo Grande : Guttman
- 2016 : Siete semillas : Manuel
- 2017 : Nieve negra : Sepia / Old lawyer
- Date inconnue : Necronomicón
- Date inconnue : The Portrait's Secret

#### Courts-métrages
- 1967 : Los contrabandistas
- 1990 : Puerto Verde
- 2001 : Toda clase de pieles
- 2008 : Ese beso

#### Télévision

##### Séries télévisées
- 1964 : El amor tiene cara de mujer
- 1965 : Las chicas
- 1966 : Teatro Grand Guignol
- 1968 : Nosotros, los villanos
- 1968 : Testimonios de hoy... Autores argentinos
- 1969 : Cosa juzgada
- 1970 : Hospital privado
- 1971 : Dejame que te cuente
- 1971-1995 : Alta comedia
- 1973 : Los protagonistas
- 1973 : Primera figura
- 1974 : La casa, el teatro y usted
- 1981 : Que Dios se lo pague : Carlos Pereyra
- 1983 : La tentación
- 1983 : Los días contados
- 1986 : Supermingo
- 1987 : Ficciones
- 1987 : Hombres de ley : Victorio Romano aka Tigre
- 1990 : Di Maggio
- 1990 : Moi, Antoine de Tounens, roi de Patagonie : Le général Saavedra
- 1990-1991 : Atreverse : Víctor / Alfredo
- 1991 : Alta comedia
- 1992 : Grande Pá!
- 1992 : Luces y sombras
- 1997 : Ricos y famosos
- 1998 : Casa natal
- 1998 : Los especiales de Doria
- 2003 : 7 vidas : Antonio Huete
- 2006 : Los simuladores : José Ferrer
- 2008 : Cazadores de hombres : Antonio Alba
- 2009 : Tratame bien : Moncho
- 2009-2010 : Impostores : El Pardo
- 2011 : El pacto : José Gancedo
- 2011 : Los sónicos : Luis (Viejo)
- 2012 : Condicionados : Papá de Lorna
- 2012 : ¿Quién Mató al Bebe Uriarte?
- 2012-2014 : En terapia : Jorge Ramirez

##### Téléfilms
- 1972 : Zazá
- 1986 : Seis personajes en busca de un autor

### Réalisateur

#### Cinéma
- 2005 : Pasos

#### Télévision

##### Séries télévisées
- 1971 : Dejame que te cuente